# 지방족 고리 화합물

사이클로프로페인은 가장 작은 지방족 고리 화합물이다.

지방족 고리 화합물(영어: alicyclic compound)은 유기화학에서 포화 또는 불포화된 방향족 특성을 갖지 않는 탄소 고리를 하나 이상 가지고 있는 화합물이다. 지방족 고리 화합물에는 하나 이상의 지방족 곁사슬이 부착될 수 있다.
가장 단순한 지방족 고리 화합물은 단일고리 사이클로알케인(예: 사이클로프로페인, 사이클로뷰테인, 사이클로펜테인, 사이클로헥세인, 사이클로헵테인, 사이클로옥테인 등)이다. 두고리 알케인에는 바이사이클로운데케인, 데칼린 및 하우세인이 있다. 여러고리 알케인에는 큐베인, 바세케테인, 테트라헤드레인 등이 있다.
스피로 화합물은 하나의 탄소 원자를 통해 연결된 두 개 이상의 고리를 가지고 있다.
많은 지방족 고리 화합물의 형성에서 고리가 닫히는 방식은 볼드윈의 법칙으로 예측할 수 있다.
독일의 화학자 오토 발라흐는 지방족 고리 화합물에 대한 연구로 1910년에 노벨 화학상을 받았다.

## 사이클로알켄

사이클로헥센은 이중 결합을 가지고 있는 지방족 고리 화합물이다.

단일고리 사이클로알켄에는 사이클로프로펜, 사이클로뷰텐, 사이클로펜텐, 사이클로헥센, 사이클로헵텐, 사이클로옥텐 등이 있다. 두고리 알켄에는 노르보르넨, 노르보르나다이엔 등이 있다.
아래의 그림의 왼쪽은 메틸렌사이클로헥세인, 오른쪽은 1-메틸사이클로헥센이다.
|  |

고리 바깥쪽 작용기는 항상 고리 구조의 외부에 표시되며, 앞선 분자의 고리 바깥쪽의 이중 결합을 예로 들 수 있다. 아이소톨루엔은 고리 바깥쪽에 이중 결합을 갖고 있는 화합물의 두드러진 부류이다.
많은 지방족 고리 화합물에서 이중 결합의 배치는 브레트 규칙으로 예측할 수 있다.

## 같이 보기
- 지방족 화합물
- 방향족 화합물
- 단순 방향족 고리 화합물
- 탄화수소